# سوکوووف پودلاسکی
سوکوووف پودلاسکی (به لهستانی:  Sokołów Podlaski) یک منطقهٔ مسکونی در لهستان است که در شهرستان سوکوووف واقع شده‌است. سوکوووف پودلاسکی ۱۷٫۵ کیلومتر مربع مساحت و ۱۸٬۷۲۰ نفر جمعیت دارد.

## خواهرخوانده
شهر یکابپیلس خواهرخواندهٔ سوکوووف پودلاسکی هست.